# مصنع الزهرة
مصنع الزهرة إحدى القرى اللبنانية من قرى قضاء بعلبك في محافظة بعلبك الهرمل.
تقع شمال بلدة طاريا البعلبكية.